# 藤村式建築

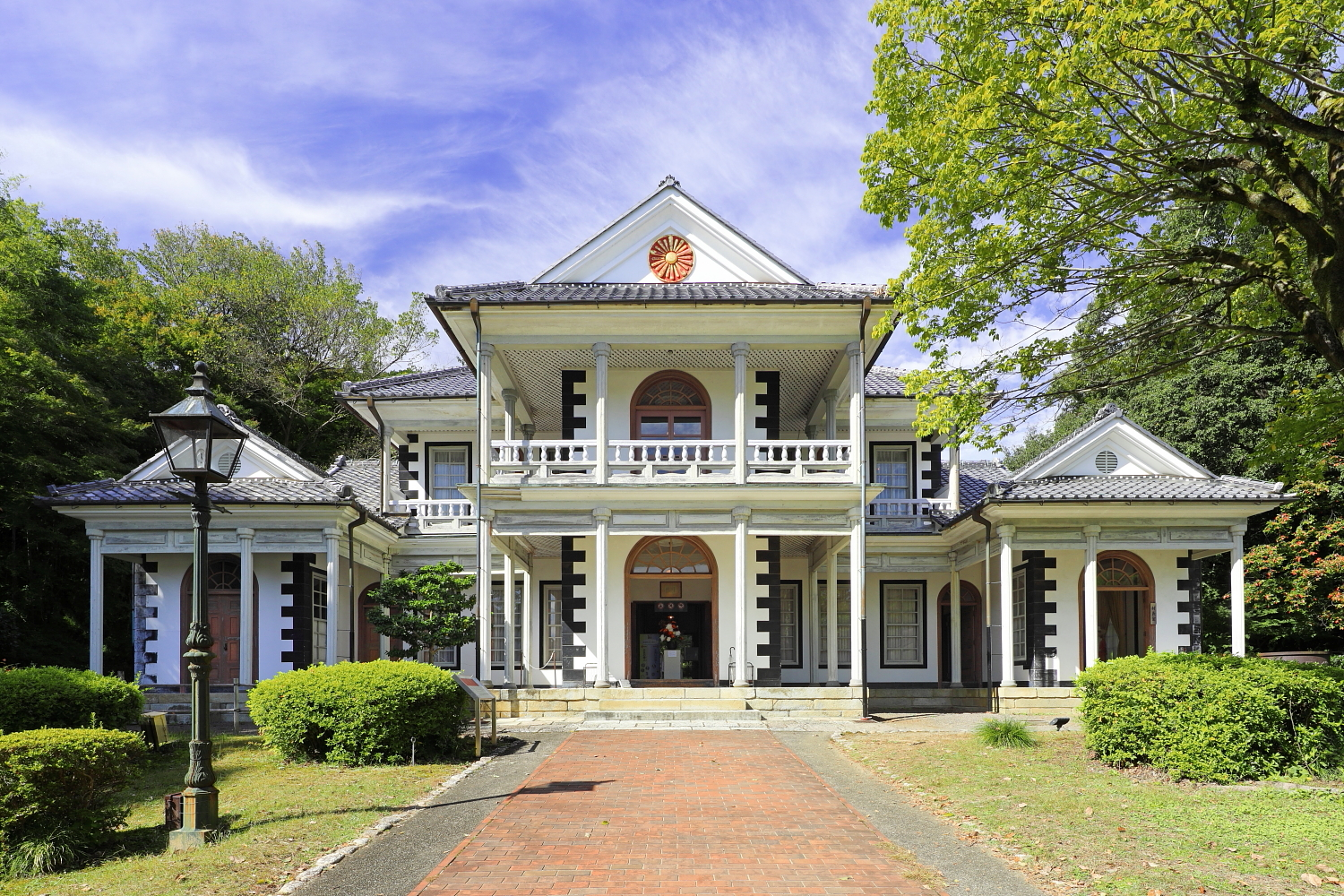
旧東山梨郡役所（重要文化財）

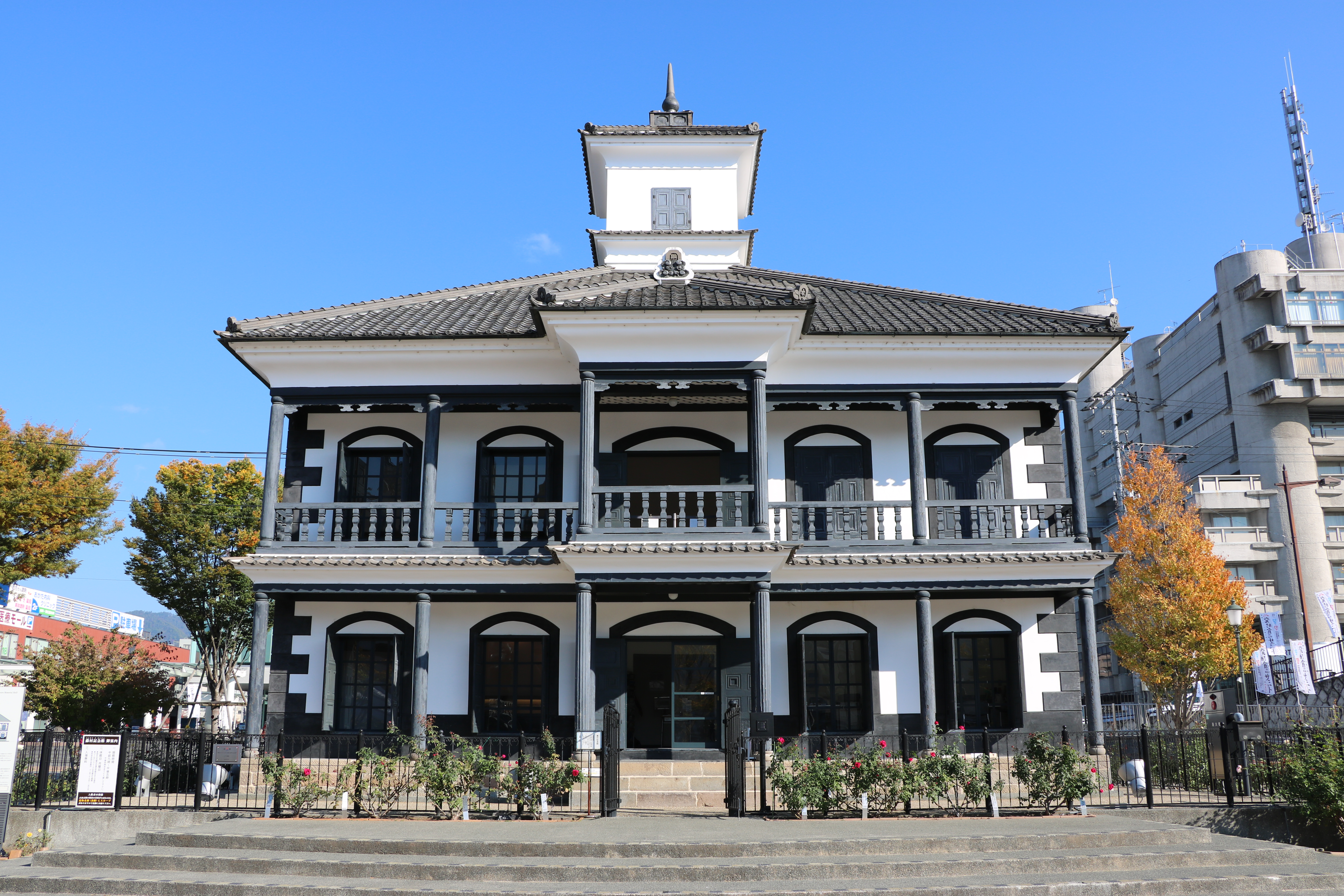
睦沢学校（重要文化財）

藤村式建築（ふじむらしきけんちく）とは、明治時代前期に山梨県令藤村紫朗の指導のもとで建てられた擬洋風建築の建築様式である。
1877年に甲府を訪れたイギリス外交官のアーネスト・サトウが、「この町の西洋建築を模倣した建築物の数は、町の規模からすれば私が知る限り日本一だ。」と日記に記しているように、当時の山梨県では洋風建築の建設が大規模に行われていた。藤村の県令時代に建てられた洋風建築は100件以上にのぼると推測され、山梨県内はどこの村にも一つはあるほど広まっている。昭和に入ってから親しみを込めて「藤村式」と呼ばれるようになったが、建築様式に個人名が付いた例は他にない。

## 歴史

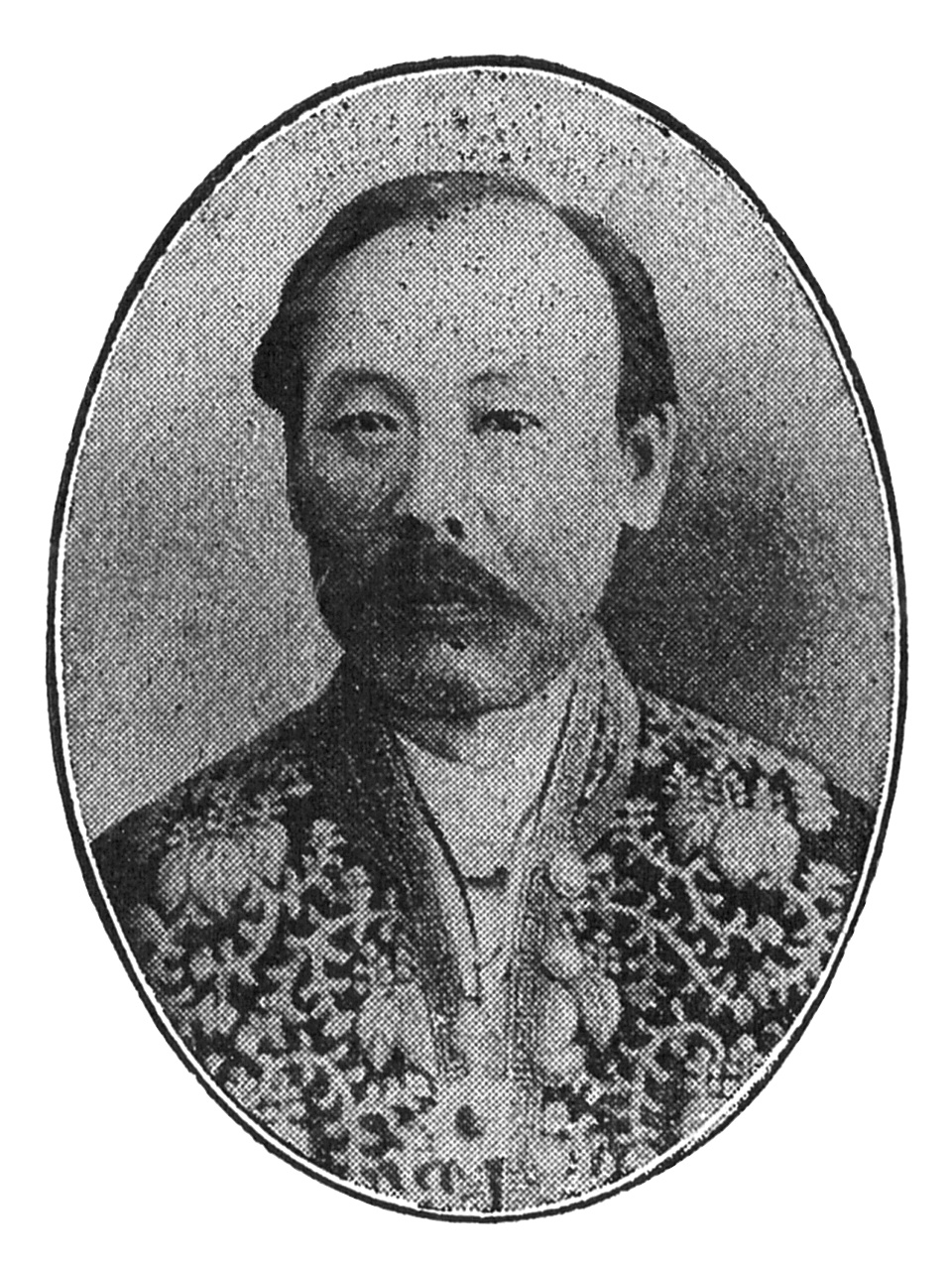
藤村紫朗

のちに土木県令とあだなされるほど建設好きで知られるようになる藤村は、1870年（明治3年）に地方行政官として初めての地である京都に小参事として赴任している。当時の京都は学制発布に先駆けて小学校教育の確立に力を込めており、日本初の柳池学校が1869年（明治2年）に完成したばかりだった。府内で学制確立の中心人物であった権大参事の槇村正直の下で、藤村は小学校について理解を深めた。続いて1871年（明治4年）に赴任した大阪では、神戸居留地のコロニアルスタイルに影響を受けたとみられる擬洋風建築の小学校建設を推進している。
1873年（明治6年）に山梨県に権令（後の県令）として赴任した藤村は、隣県の静岡県に続き断髪を強制する布告を発した。断髪によって浮いた髪結の費用を積み立て学校建築に当てるための布告で、断髪しない者からは特別税を取り立てた。こうして集めた費用で静岡県より先に1874年（明治7年）には県内最初の学校である琢美学校と梁木学校が完成する。これは全国的にもきわめて早く、これより早いのは京都の柳池学校、山口県の岩国学校、横浜の高島学校くらいしかない。以後、睦沢学校、舂米学校といった学校や、県庁舎、師範学校、郡役所、警察署、病院、裁判所、郵便局が建てられ、同時に勧業製糸場の創設や織物の振興、道路開削、博覧会、共進会の実施、日野原開拓など一連の殖産興業政策が実施された。
山梨県におけるこうした政策の背景として、1872年（明治5年）に起きた江戸時代以来の金納税制である大小切税法廃止とそれに対する大規模な一揆の大小切騒動がある。藤村の諸政策に対しては反対勢力が台頭し、山梨県における自由民権運動は反藤村の政治運動として展開したが、これに対し徹底した洋風化によって不満分子を押さえ込む狙いがあったとみられている。一揆鎮圧の政治的手腕を買われ山形県に赴任した三島通庸も、殖産興業を推し進め洋風化した官庁舎を建設している。こうした理由から、最初期の建物（特に大工・小宮山弥太郎の手による建物）は洋風化が著しい。しかし、洋風建築は和風建築に比べ工事費が高くつき耐候性も欠如していたことから、1876年（明治9年）に藤村は方針を転換し小学校建築において洋風化を推進しなくなった。1877年（明治10年）前後から、小学校建築を中心に屋根に鯱をのせるなど和風の要素が目立つようになる。
1887年（明治20年）に藤村が愛媛県に転任したことで、山梨県における藤村式建築の歴史は終わった。しかし、藤村は小宮山を愛媛に呼んで松山に師範学校を建てさせており、小宮山も静岡県に招かれ静岡裁判所を手がけていることから、藤村式はこの2県に飛び火したことになる。

## 特徴
建築様式としては擬洋風建築の一種であるが、他の地方のものと違い立方体に近いプロポーションと建物の前面に二層のベランダを持つという点に特徴がある。なかでも塔がついている学校建築はそのかたちから、「インク壺学校」の愛称で呼ばれた。こうした特徴は、京都、大阪の擬洋風校舎を通じて神戸の外国人居留地の洋館の影響を受けたものと見られている。また山梨県は、1877年（明治10年）にアメリカの教育書を翻訳した「学校通論」に影響された「学校建築法」なる通達を出しており、アメリカの小学校建築の影響も加わっている。建設は地元棟梁の小宮山弥太郎、松木輝殷、土屋庄蔵らによって行われた。

## 主な藤村式建築

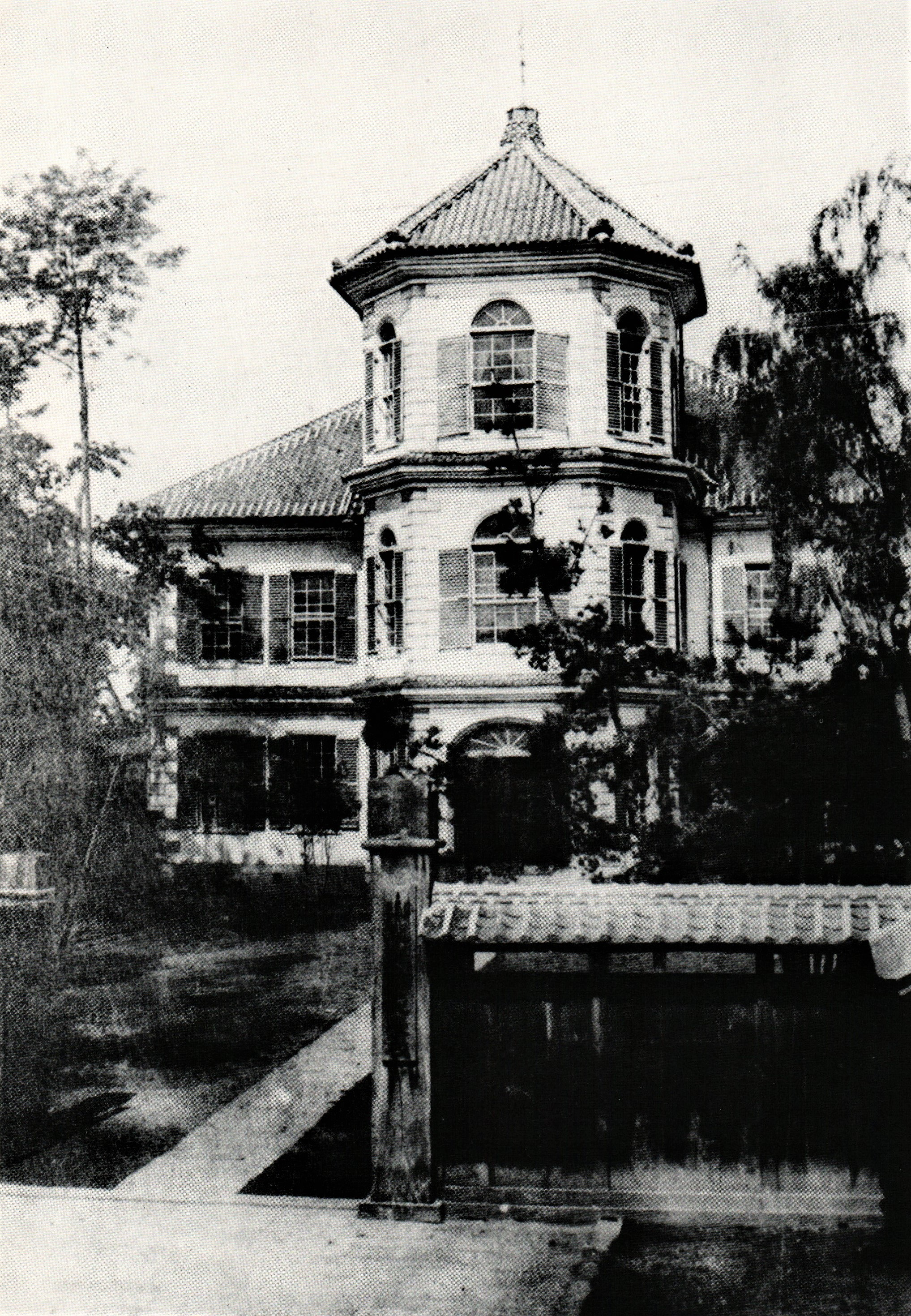
徽典館

| 名前           | 建築年     | 備考             |
| -------------- | ---------- | ---------------- |
| 旧睦沢学校校舎 | 1875年12月 | 重要文化財       |
| 旧尾県学校校舎 | 1878年5月  | 山梨県指定文化財 |
| 旧舂米学校校舎 | 1876年9月  | 山梨県指定文化財 |
| 旧津金学校校舎 | 1875年10月 | 山梨県指定文化財 |
| 旧室伏学校校舎 | 1875年     | 山梨市指定文化財 |
| 旧東山梨郡役所 | 1885年10月 | 重要文化財       |
| 旧千野学校校舎 | 1879年     | 登録有形文化財   |
| 琢美学校       | 1874年2月  | 現存せず         |
| 山梨県師範学校 | 1876年7月  | 現存せず         |
| 徽典館         | 1884年10月 | 現存せず         |
| 勝沼学校       | 1880年6月  | 現存せず         |
| 舞鶴館         | 1891年     | 現存せず         |

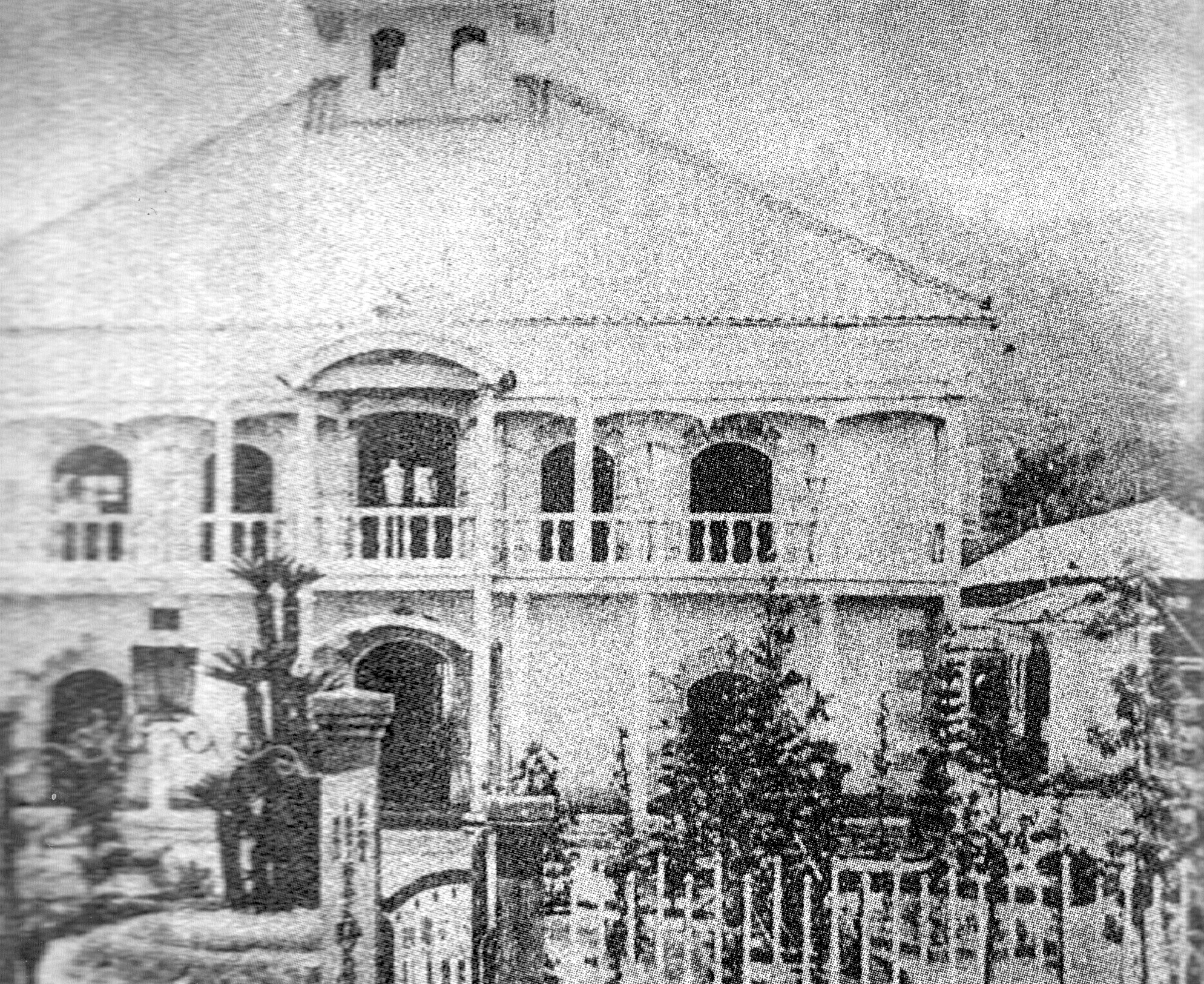
琢美学校
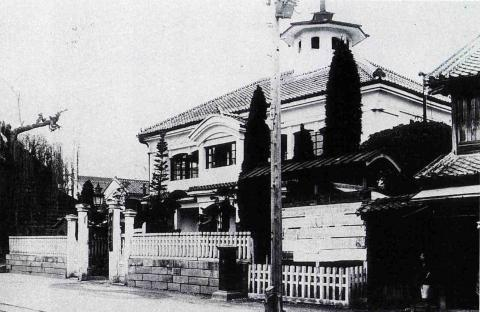
梁木学校
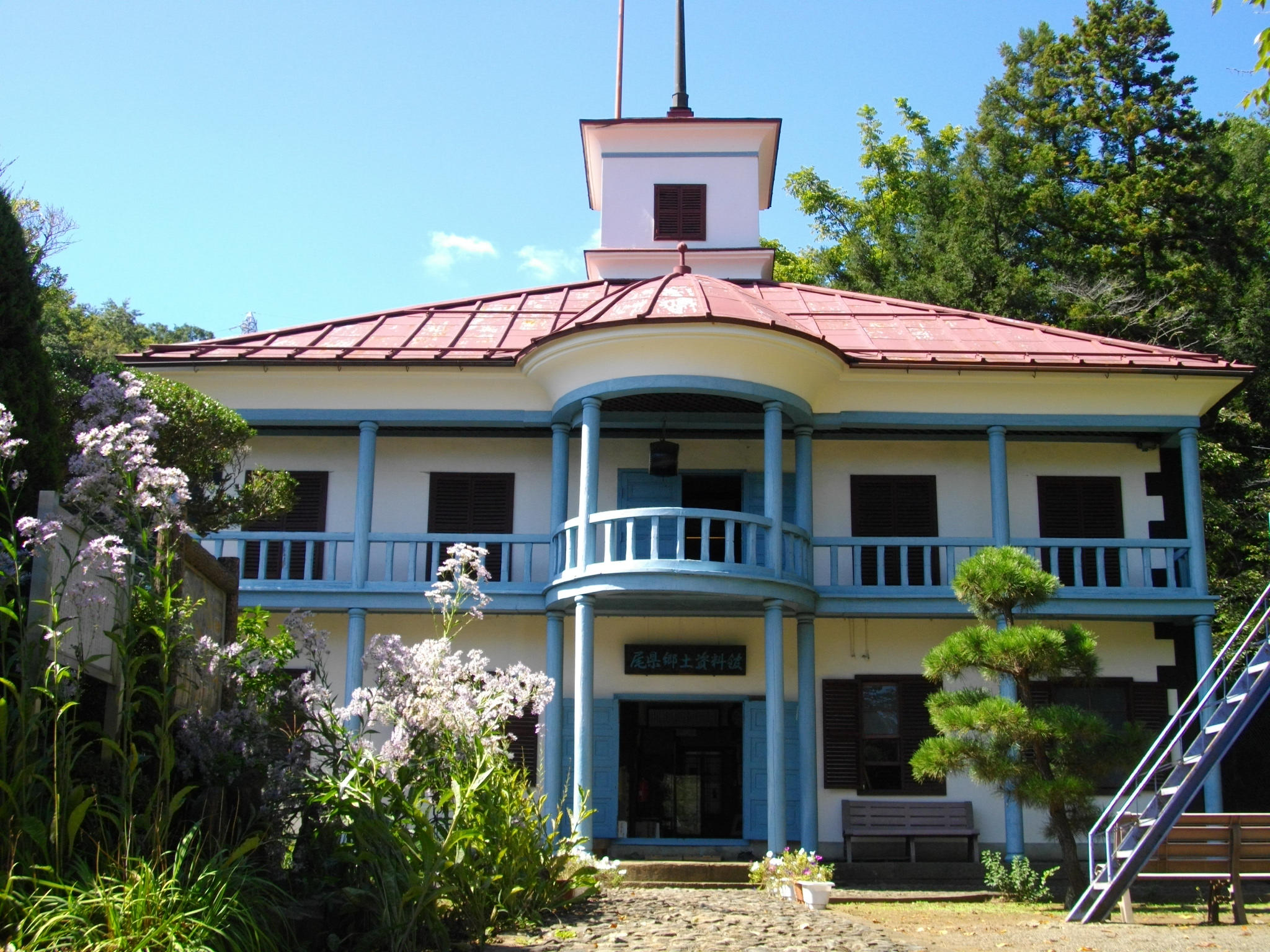
尾県学校
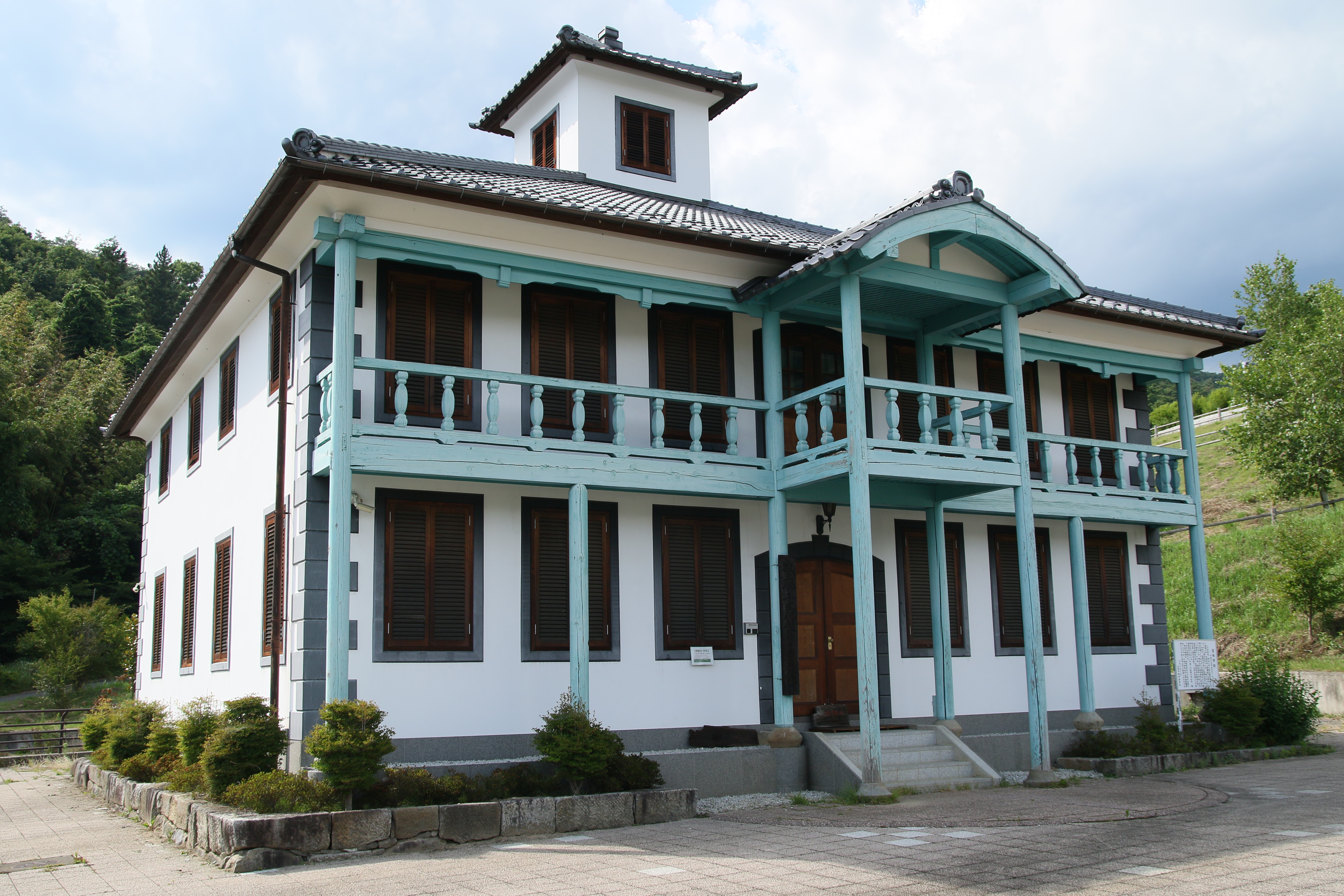
室伏学校
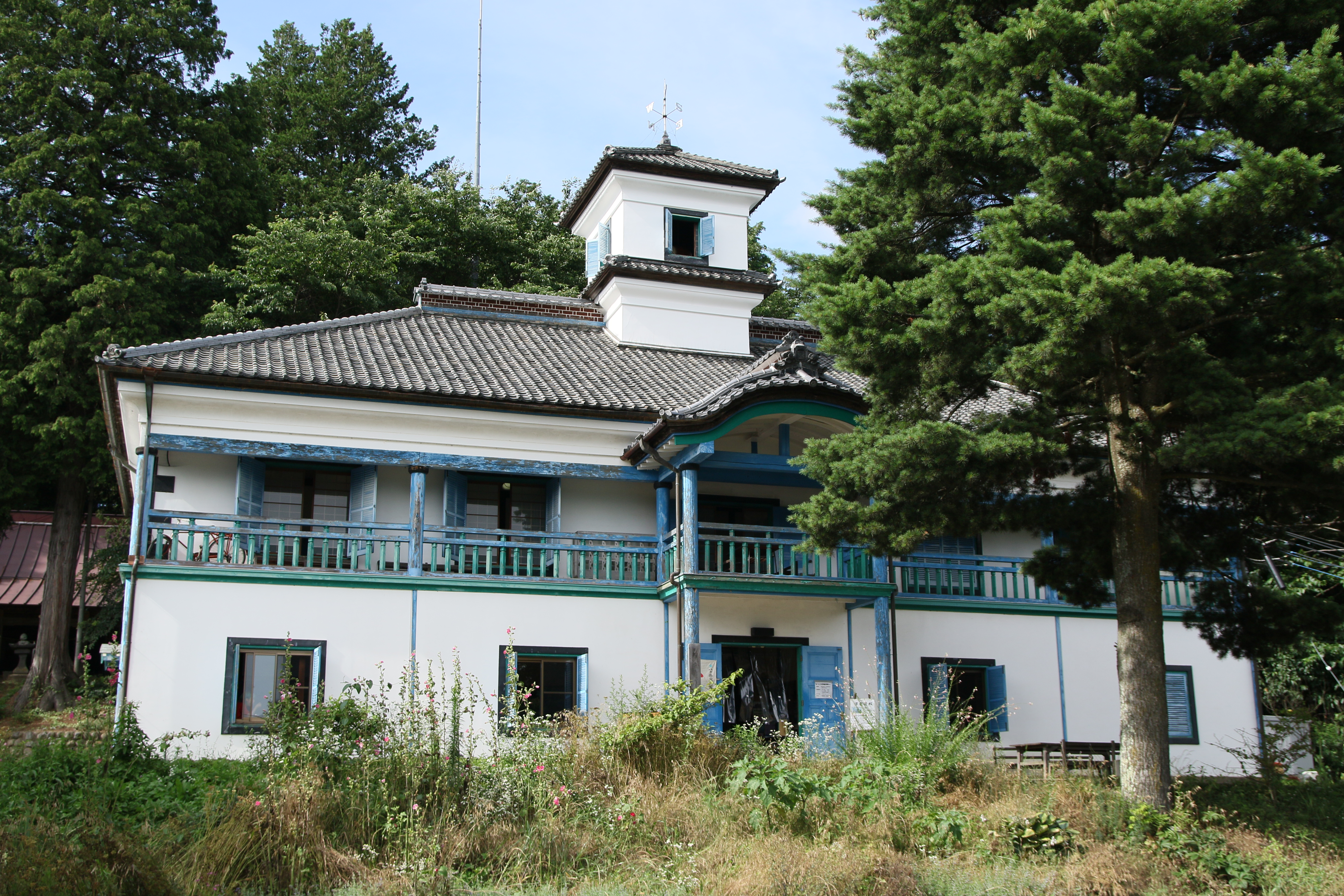
津金学校
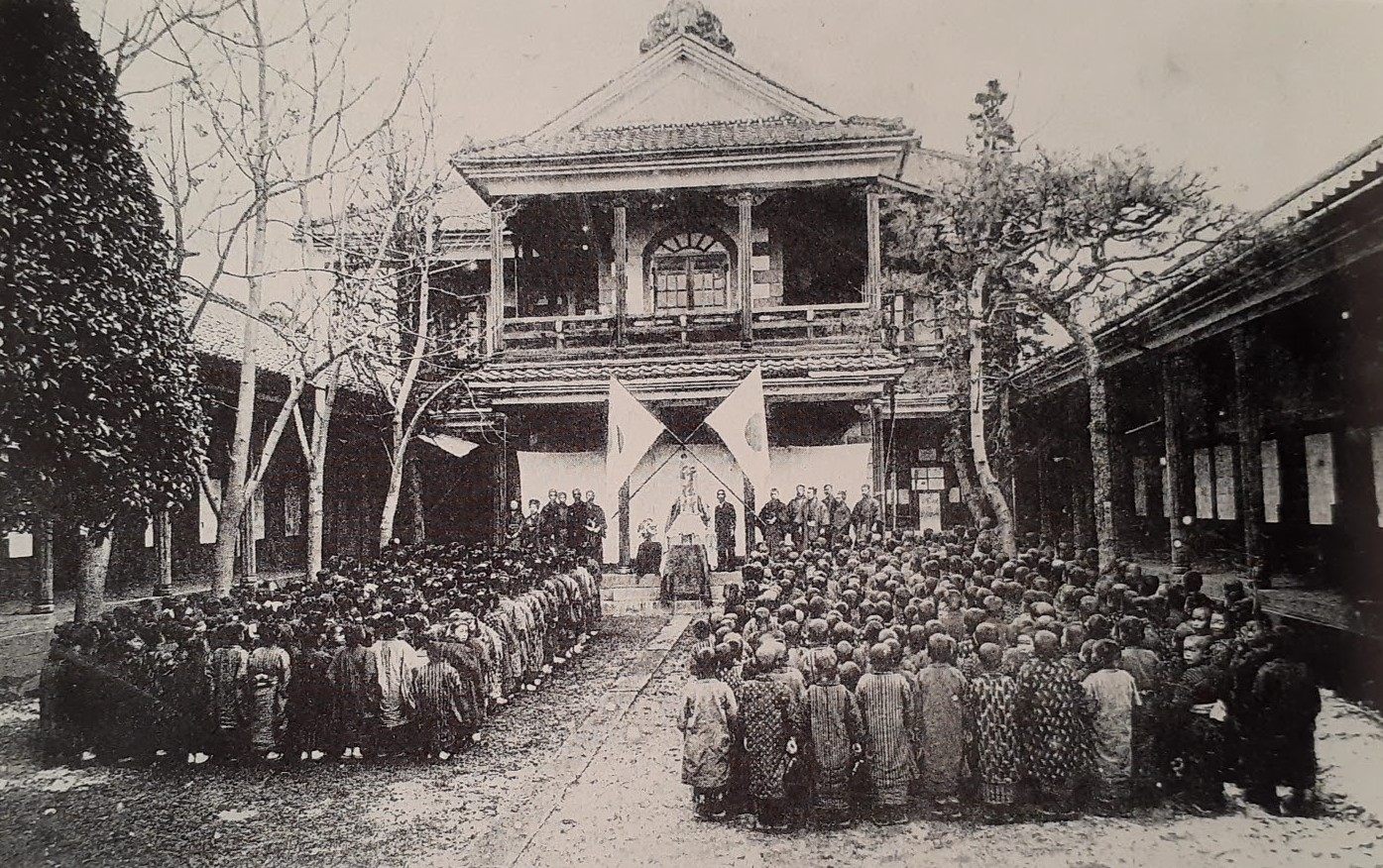
勝沼学校
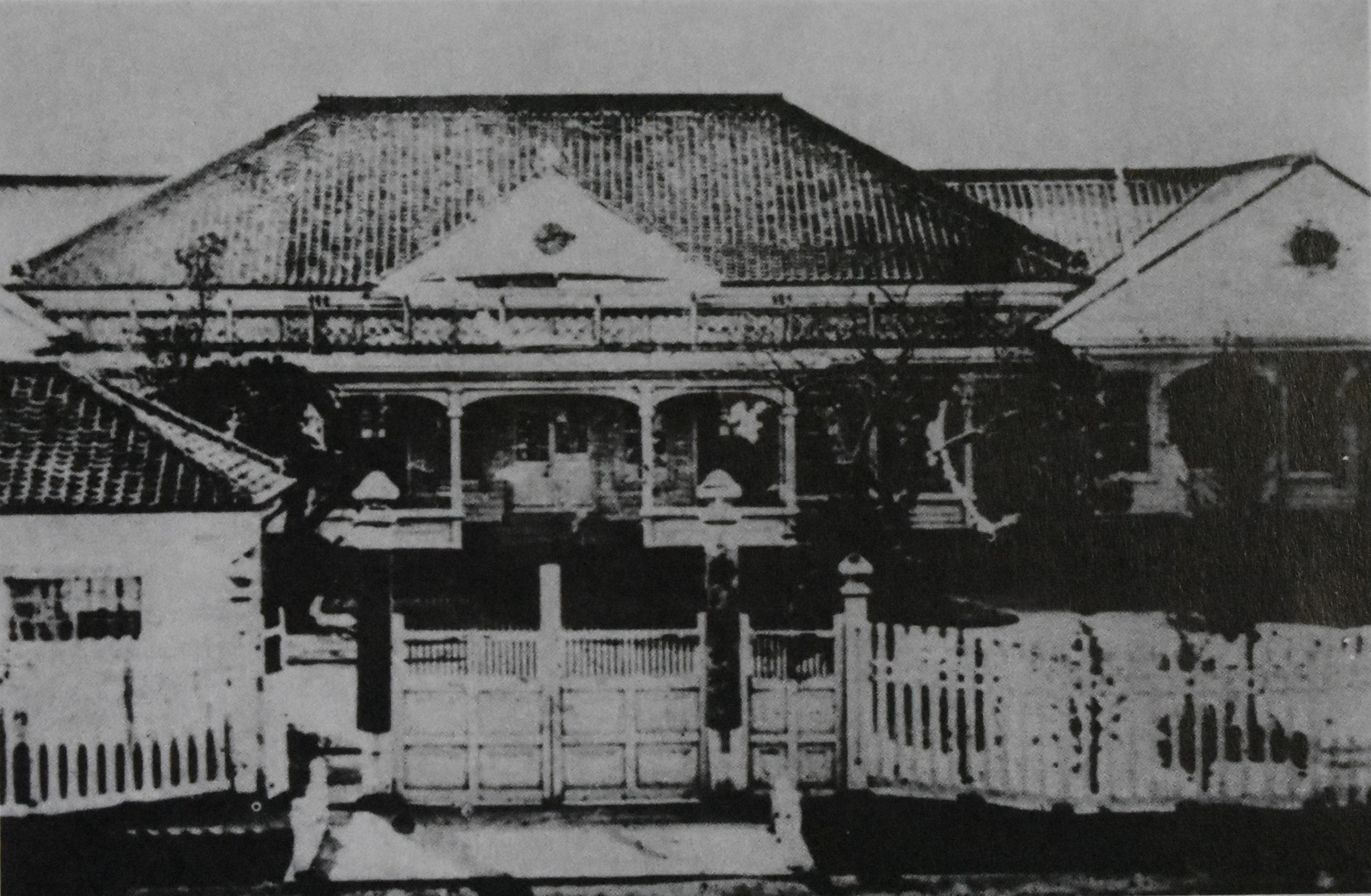
静岡裁判所
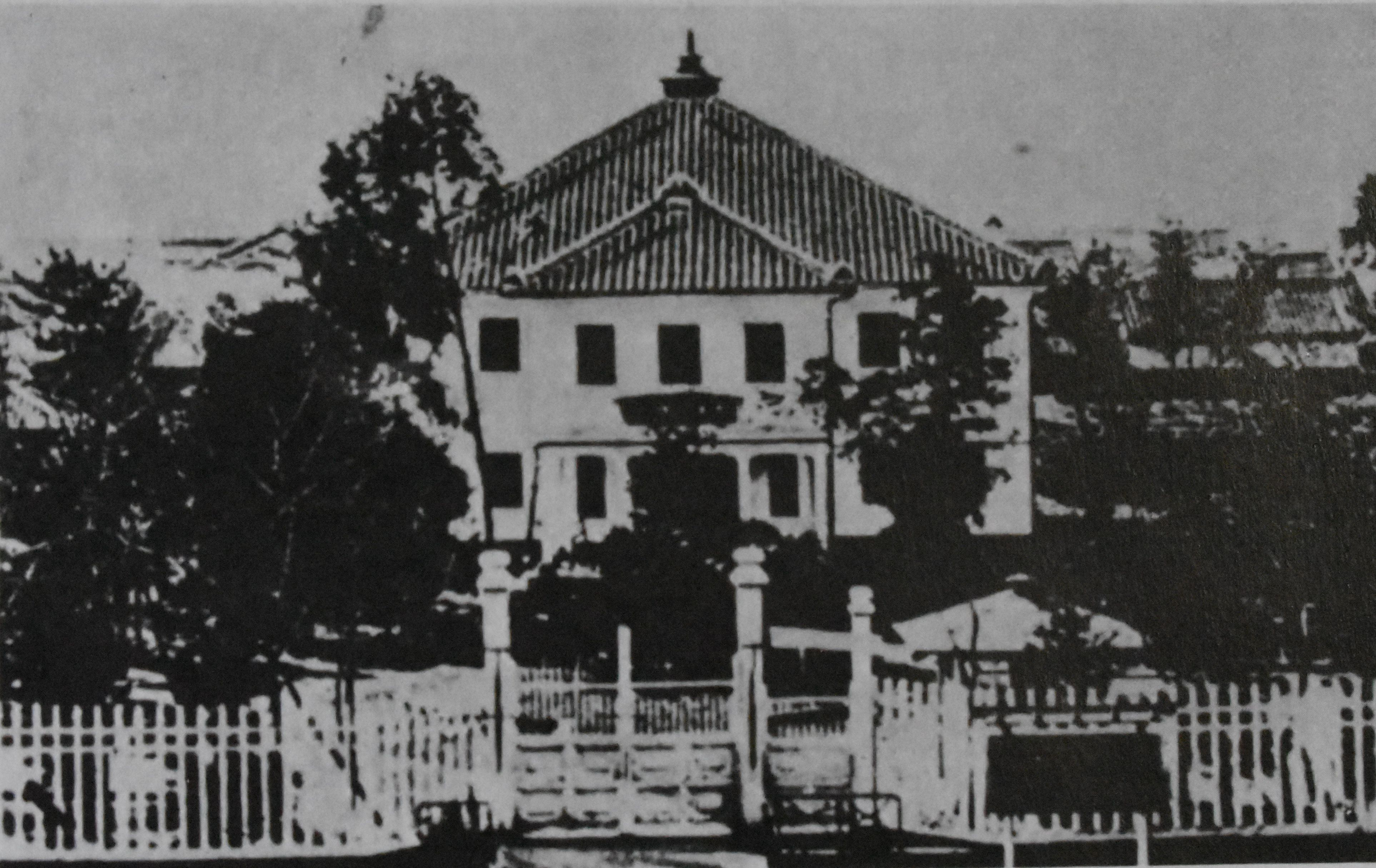
静岡市役所